# Türkmenabat
Türkmenabat (cirill türkmén írással: Түркменабат), korábban és a középkor óta Chardzhou (orosz nyelven: Чарджоу, Čardžou; türkmén nyelven: Çärjew, Чәрҗев), (perzsa nyelven: چهار Chوی 'Chharjvy', ami négy csatornát jelent) és Āmul az ókori időkben, Türkmenisztán második legnagyobb városa és Lebap tartomány fővárosa, mely 187 m tengerszint feletti magasságban helyezkedik el az Amu-darja folyó partján, Üzbegisztán határának közelében. Türkmenabat Lebap tartomány központjában található, amely három türkmén tartománygal határos: Mária, Ahal és Daşoguz. A tartomány Uzbekisztánnal és Afganisztánnal is határos. A kelet-karakumi sivatagban, a várostól mintegy 70 km-rel délre található a Repetek Bioszféra-rezervátum, amely „sivatagi krokodiljairól” híres.

## Fekvése
Aşgabat-tól keletre, Üzbegisztán határa közelében, az Amu-darja mellett fekvő település.

## Története

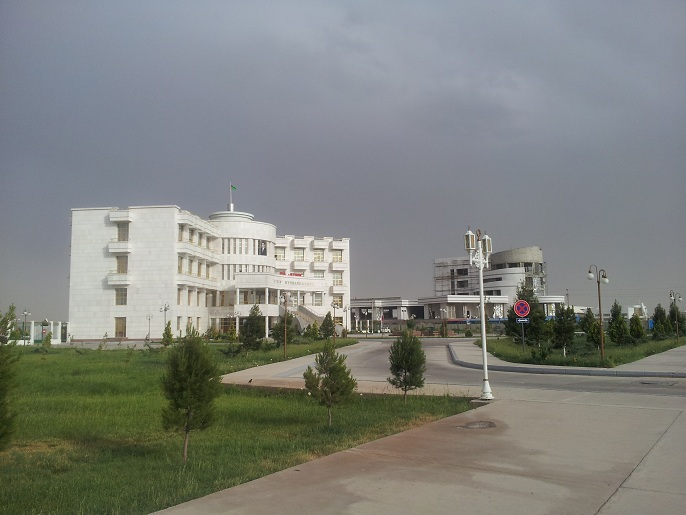
Utcarészlet

A mára már modern ipari város, Türkmenabat története több mint 2000 éves. Az ókori időkben neve Āmul (Émul) volt (az iráni várostól, Amoltól megkülönböztetendő). Az Amu-darja folyóról azt tartja a hagyomány, hogy az ókori város nevét jelenti. Türkmenabat a selyemút 3 útjának Buharanak, Khivának és a Mervbe vezető útnak a kereszteződésében volt. Émul évszázadok óta fontos városa volt a viszonylag visszafogott bukharai üzbég feudális kánátnak, a későbbi emírségnek.
Az orosz birodalom közép Ázsiának a birodalomhoz való csatolásakor Ámult a bukhara emírség adta át az oroszoknak, és egyúttal az orosz császár iránti elkötelezettséget ígért. 
A modern várost 1886-ban alapították, amikor kozák-oroszok telepedtek le Uralkában, a jelenleg Türkmenabat keleti részén, Új-Csardzsujnak nevezték el településüket. Az itt épült településre a Kaszpi-tengeri vasút építésének befejezéséhez volt szükséges.
Az 1917-es forradalom után, amikor a bolsevikok hatalomra kerültek Oroszországban, a kommunisták nemzetiség alapján egyesítették a korábbi kánságokat a köztársaságokban. Így az akkoriban Csardzsuj néven ismert  Türkmenabatot átadták az újonnan létrehozott Türkmén Szovjet Szocialista Köztársaságnak. Az itt kiépült vasúti csomópont és az Amu-darja régió magas termékenysége által a terület az ország északkeleti régiójában a mezőgazdasági termékek fő kereskedelmi központja lett.

## Ipara
A város élelmiszer-feldolgozó, textil- (pamutfeldolgozó és selyem) gyárakkal rendelkezik. Csardzsuj Türkmenisztán ipari és közlekedési csomópontja volt a szovjet időszakban, de ezeknek a kapcsolódó munkahelyeknek és közlekedési lehetőségeknek a többsége Aşgabatba került át, vagy Türkmenisztán függetlensége óta bezárt.

## Éghajlata
Türkmenabat hűvös sivatagi éghajlatú (Köppen klíma osztályozás BWk), hűvös telekkel és nagyon forró nyarakkal. Az eső általában kevés és főleg a téli és tavaszi hónapokban fordul elő.
A Türkmenabat éghajlati adatai

## Nyelvjárások
Türkmenabat lakossága saját nyelvjárást beszél. Ez a regionális nyelvjárás elsősorban türkmén nyelvből és üzbég nyelvből áll, amely erősen befolyásolta a térség kultúráját és szokásait. Ezt a dialektust leginkább a törökországi és a lebapi északi tartományokban beszélik.

## Galéria

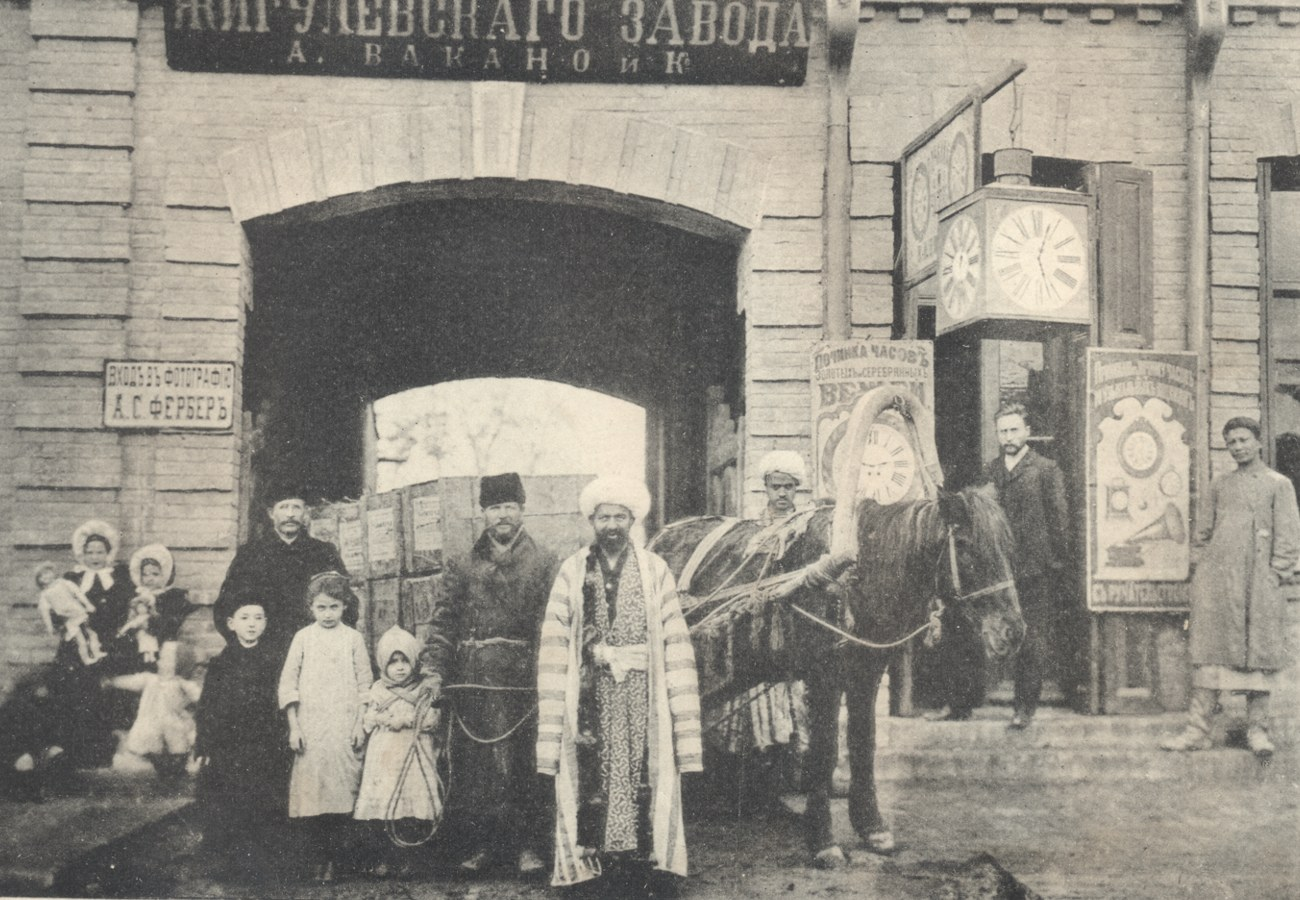
Kép 1918-ból, Zhygulevsky sörgyár
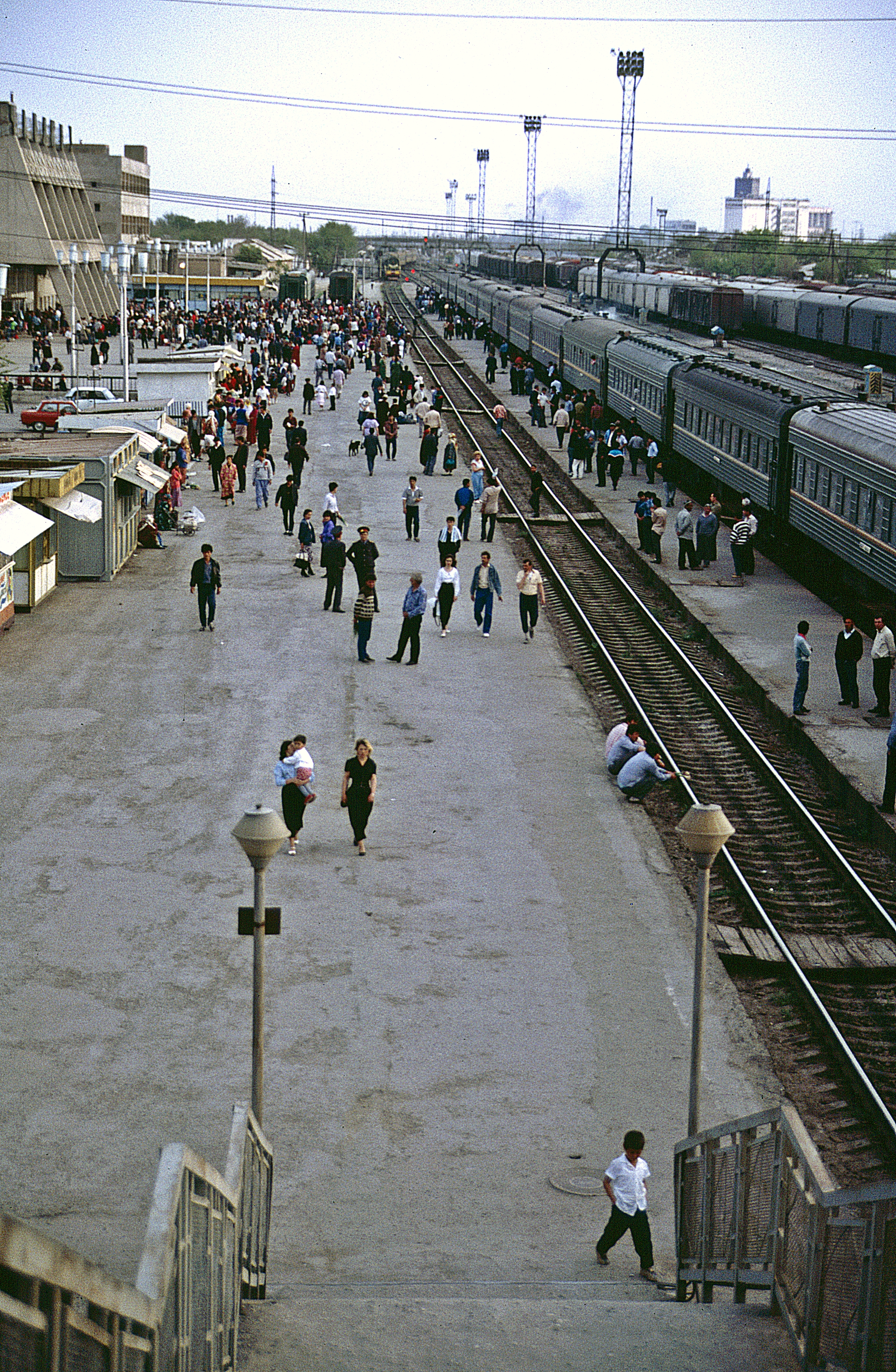
Vasutállomás
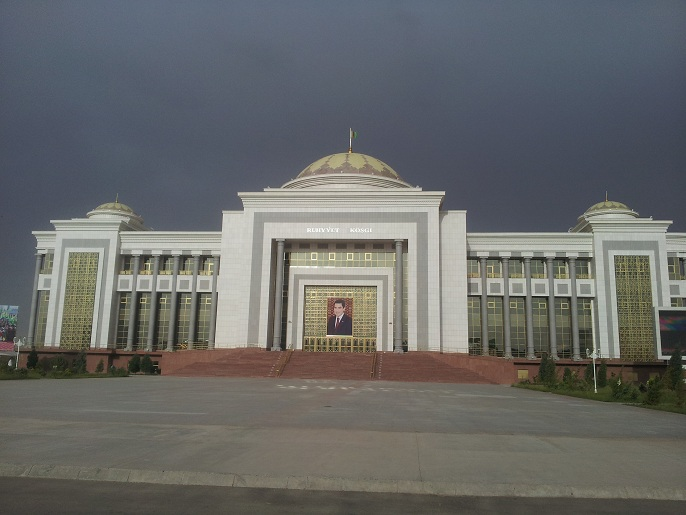